# شمال دور کوئینزلند
شمال دور کوئینزلند (به انگلیسی: Far North Queensland) یک منطقهٔ مسکونی در استرالیا است که در کوئینزلند واقع شده‌است.